# Nils Öhman (journalist)
Nils Öhman, född år 1955, var från 2012 till 2021 redaktör för Dagens Nyheters debattsida DN Debatt, han var dessförinnan biträdande redaktionschef för Dagens Nyheter och chef för läsplattetidningen DN+. Han har också skrivit kolumner och kåserier i Dagens Nyheter. Nils Öhman anställdes som biträdande chef för DN.se i november 2000. Han kom då från Ny teknik där han var redaktionschef från 1996. Dessförinnan var han chefredaktör för facktidningen Datateknik.